# Санта-Марія-ін-Трастевере
Санта-Марія-ін-Трастевере (лат. Sanctae Mariae trans Tiberim) — парафіяльна церква в районі Трастевер, на правому березі річки Тибр. Розташована на площі П'яцца-ді-Санта-Марія-ін-Трастевере. Одна з найстаріших церков Риму, присвячених Діві Марії. Належить до малих титулярних базиліків (Minor Basilica) Риму.

## Історія
Церква була заснована в ІІІ столітті при Папі Каліксті I. За переказами, на цьому місці несподівано забив нафтовий фонтан. Диво тривало протягом дня і мешканці розцінили його як ознаку особливого вподобання до них Ісуса Христа. У IV столітті за Папи Юлії I виникла велика базиліка, а наприкінці X століття Григорій V розширив будівлю та збудував крипту, в якій були поховані останки святих пап Калікста, Корнелія та священномученика Калеподія Римського. Нині існуючий будинок зберіг вигляд будівлі XII століття, здійсненої за папи Інокентії II в 1138-1148 роках. У цей період було зведено висока кампанила (дзвіниця).
У XVI столітті австрійський кардинал Марко Сіттіко Альтемпс розпорядився влаштувати в церкві капелу Мадонни делла Клеменця (Madonna della Clemenza — Мадонни Милосердної) і зробити деякі інші перебудови. Архітектором був Мартіно Лонгі Старший. У 1702 році за папи Климента XI за проектом Карло Фонтану до головного фасаду був прибудований портик з п'ятьма арками. Між 1866 та 1877 роками, церква зазнала ретельної реставрації під наглядом архітектора Вірджініо Веспіньяні.
У 2006 році голова Відділу зовнішніх церковних зв'язків Російської православної церкви, митрополит Смоленський та Калінінградський Кирило подарував базиліці дві православні ікони Спасителя та Богоматері, які нині встановлені перед вівтарем. Церква популярна серед парафіян православного віросповідання.

## Архітектура
На балюстраді портика головного фасаду встановлено статуї святих, пов'язаних із історією будівництва храму. Усередині портика, що утворює нартекс, — фрагменти розписів та архітектурних деталей, що збереглися від колишніх споруд, античні рельєфи та меморіальні дошки.
У верхній частині фасаду збереглася золотофонна мозаїка XIII століття: Діва Марія сидить на троні з Немовлям. З двох сторін до Неї підходять десять праведниць (по п'ять з кожного боку), що несуть світильники. Усередині базиліка розділена на три нефи з бічними капеллами. Центральний неф оформлений колонадою з 22-х гранітних колон іонічного ордера взятих із давньоримських терм Каракали.
У 1140 конха апсиди була прикрашена мозаїкою: Христос і Богоматір сидять на троні в оточенні апостолів, святих і папи Інокентія II з макетом церкви в руках. У 1291 році мозаїчний цикл був доповнений роботами П'єтро Кавалліні: у нижньому регістрі зображені сцени з життя Діви Марії, а по сторонах тріумфальної арки зображені пророки Ісайя та Єремія, а також символи євангелістів. По сторонах нефа, над колонадою у міжвіконних отворах також є мозаїки роботи П'єтро Кавалліні, що зображують сцени життя Богоматері. Мозаїки виконано римськими майстрами, але під очевидним впливом візантійського мистецтва. В апсиді, за вівтарем, встановлений мармуровий трон єпископа XII ст.
Плафон оформлений рельєфним позолоченим різьбленням. У центральному восьмигранному тавріні є розпис XVII століття: «Піднесення Мадонни» роботи Доменікіно[4].
Перша капела праворуч — Санта-Франческа Романа — присвячена святій Франчесці (Францисці) Римській, у наступній капелі можна побачити вівтарну картину «Різдво Христа» роботи французького живописця Етьєна Парроселя. Третя капела була присвячена святому Фрідріху Утрехтському. У 1651 році, коли настоятелем храму був кардинал Федеріко Корнер (1579—1653), вівтар був заново розписаний Джачинто Бранді. Капелла Авіла (cappella Avila), четверта у лівому нефі, оформлена у стилі бароко Антоніо Герарді (1680). Далі знаходиться гробниця папи Інокентія II, робота архітектора Вірджініо Веспіньяні.
Ліворуч від головної апсиди знаходиться Капелла Альтемпс (на ім'я кардинала Марко Сіттіко Альтемпс) з унікальною іконою Мадонни делла Клеменца (Madonna della Clemenza — Мадонни Милосердної) датованої VI століттям (в іншому датуванні VIII століттям), написаною в візантій. Капела оформлена архітекторами Фламініо Понціо та Мартіно Лонгі Старшим у 1585—1589 роках.

## Титулярна церква
Церква Санта-Марія-ін-Трастевере є титулярною церквою, яку керує кардинал-священик з титулом церкви Святої Марії в Трастевері.

## Галерея

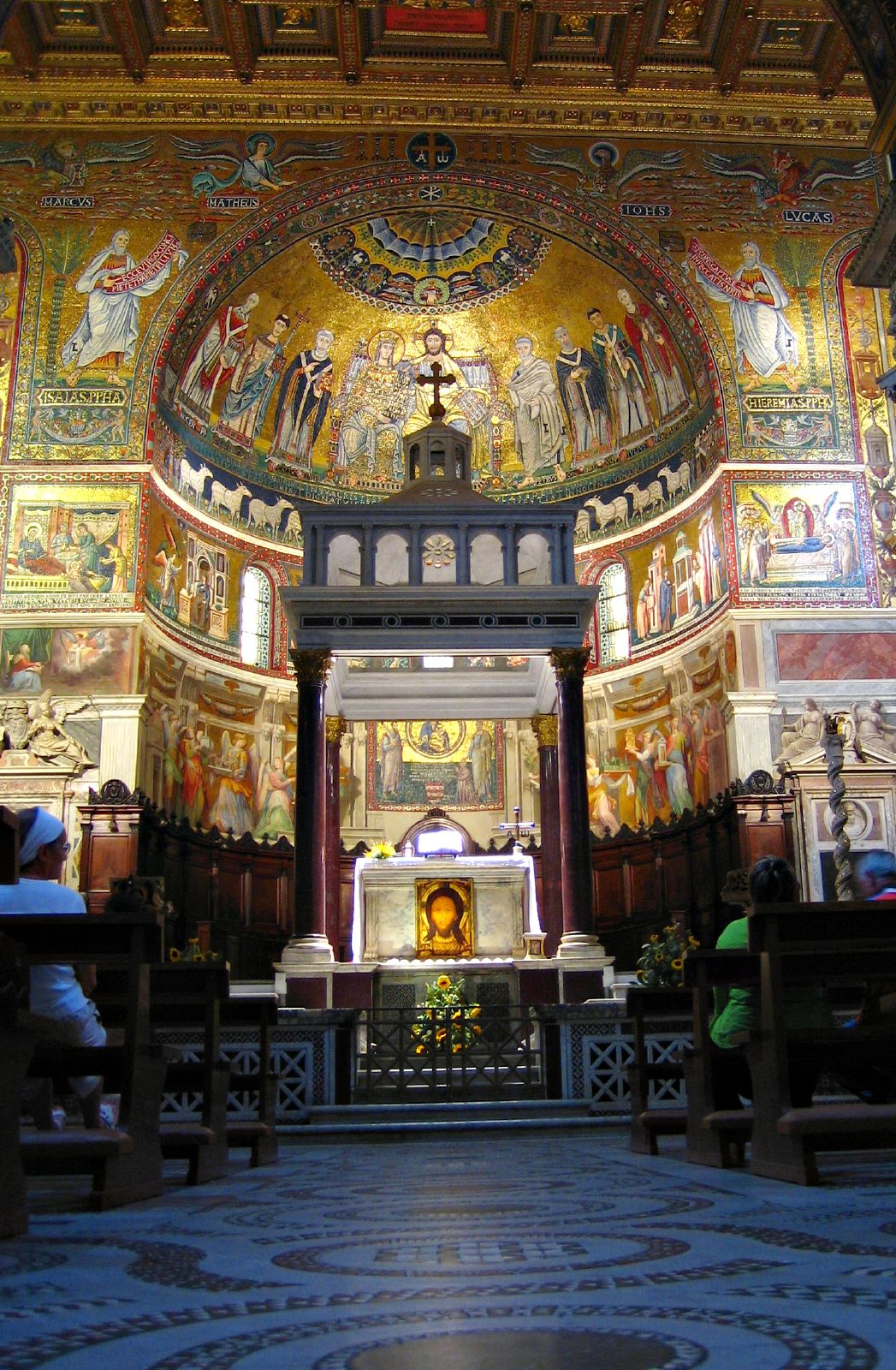
Абсида Санта Марія ін Трастевере з мозаїкою Кавалліні
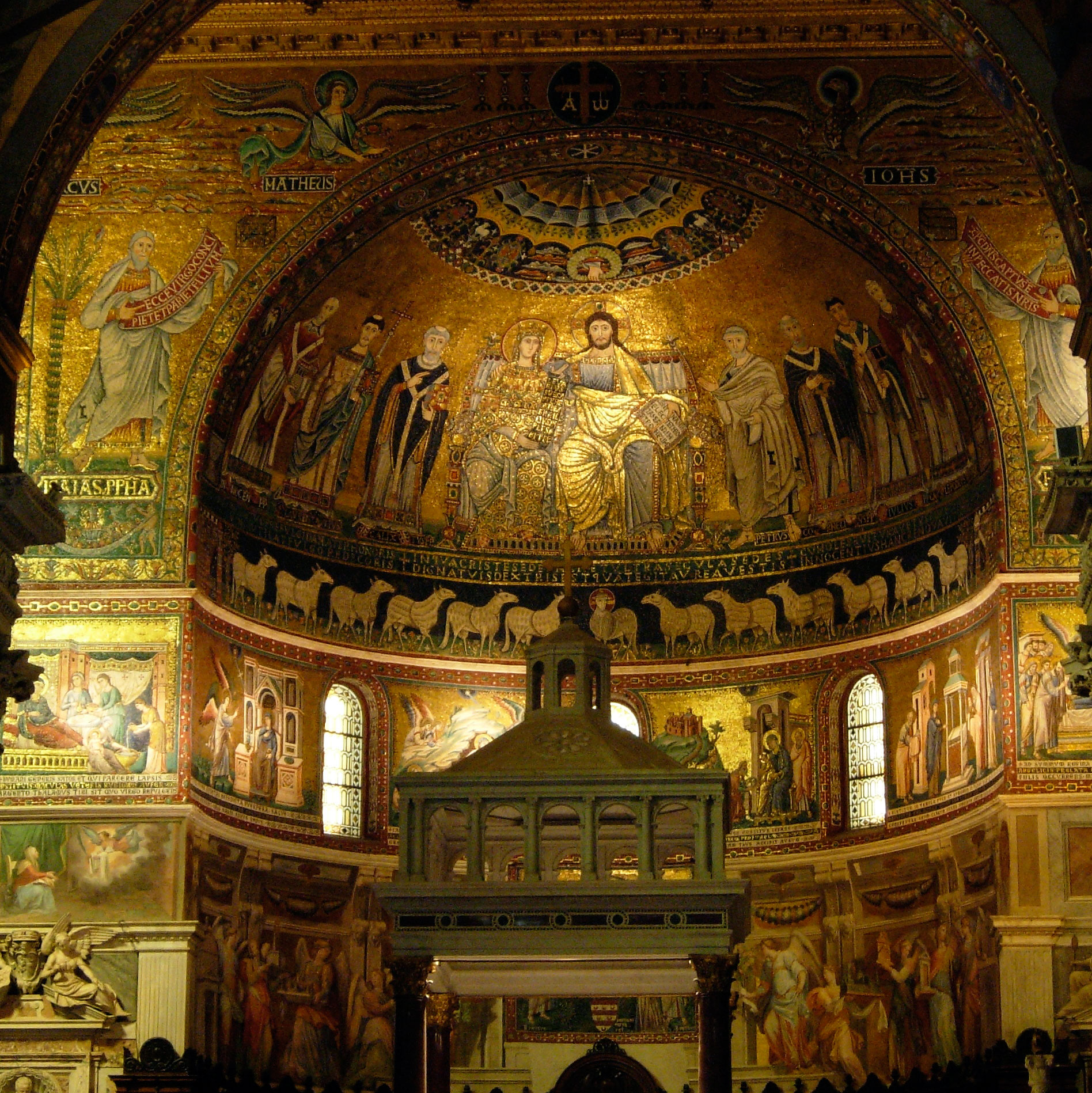
Абсида
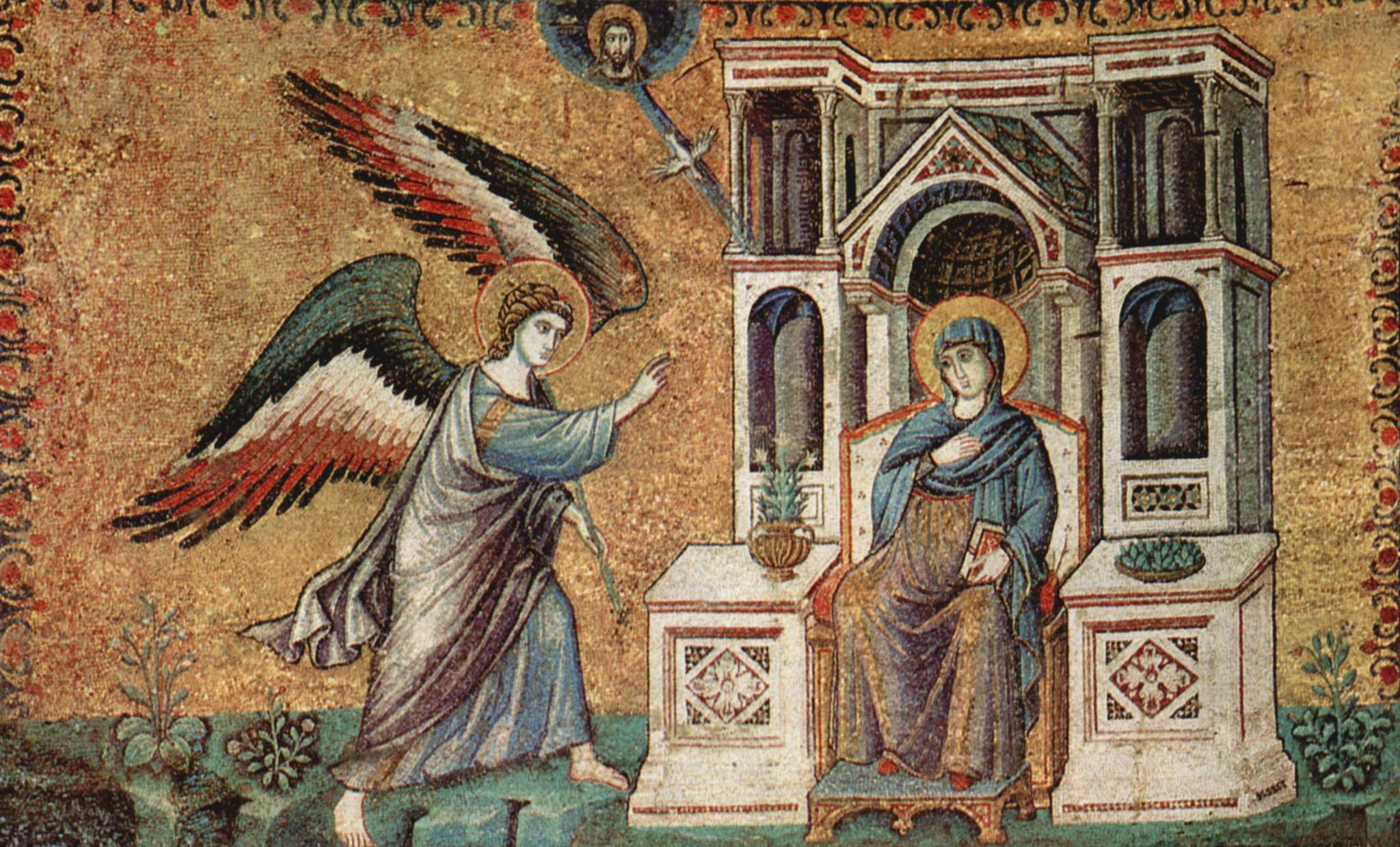
П'єтро Кавалліні, фрагмент мозіїки (1291)
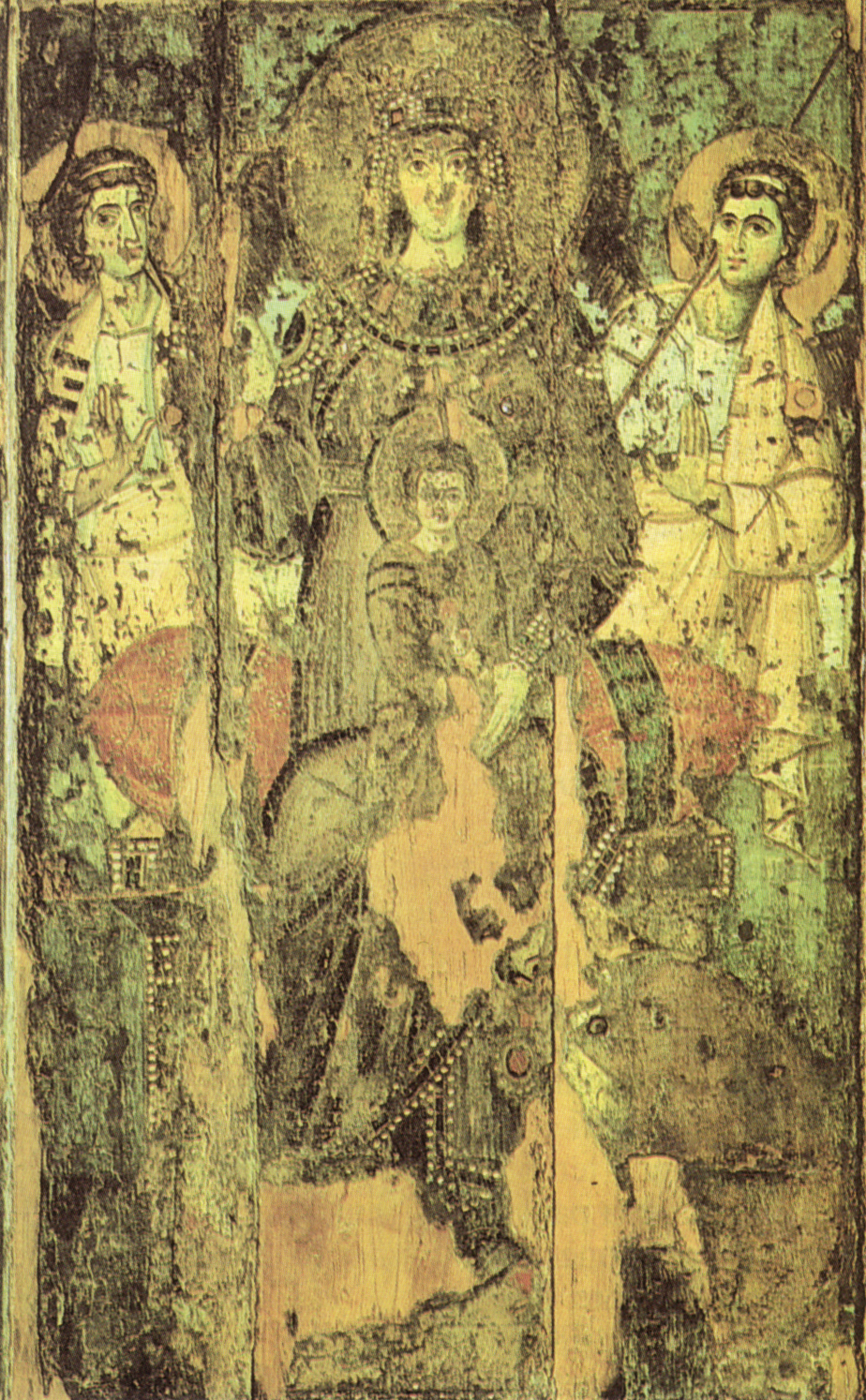
Мадонна
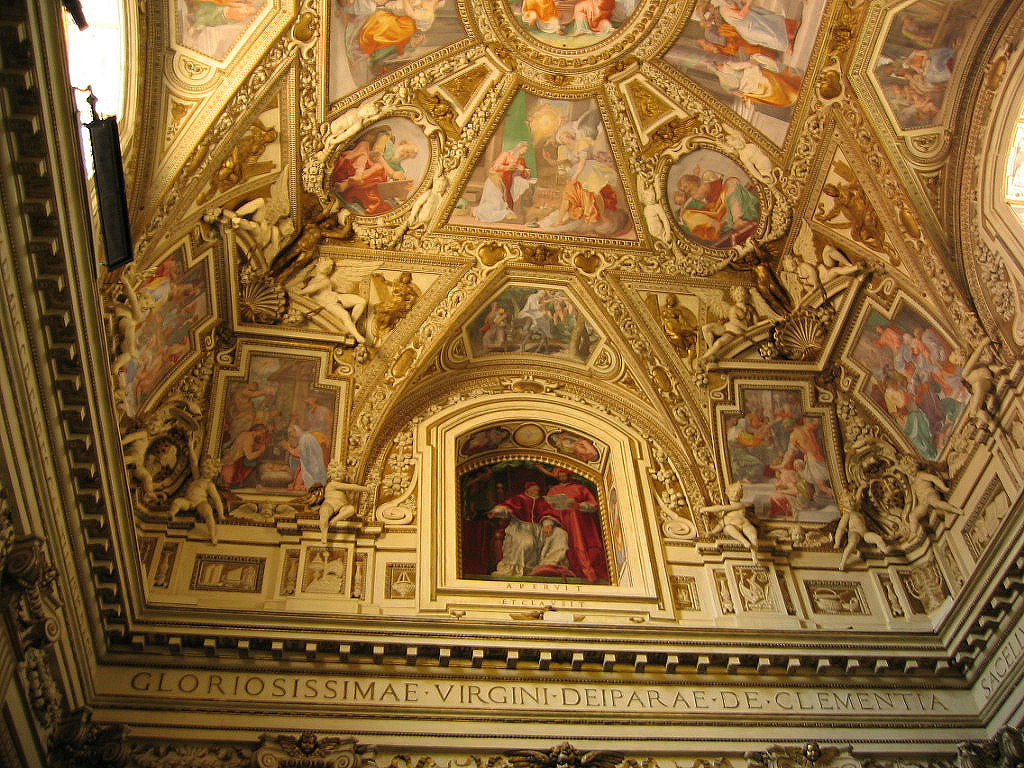
Капелла
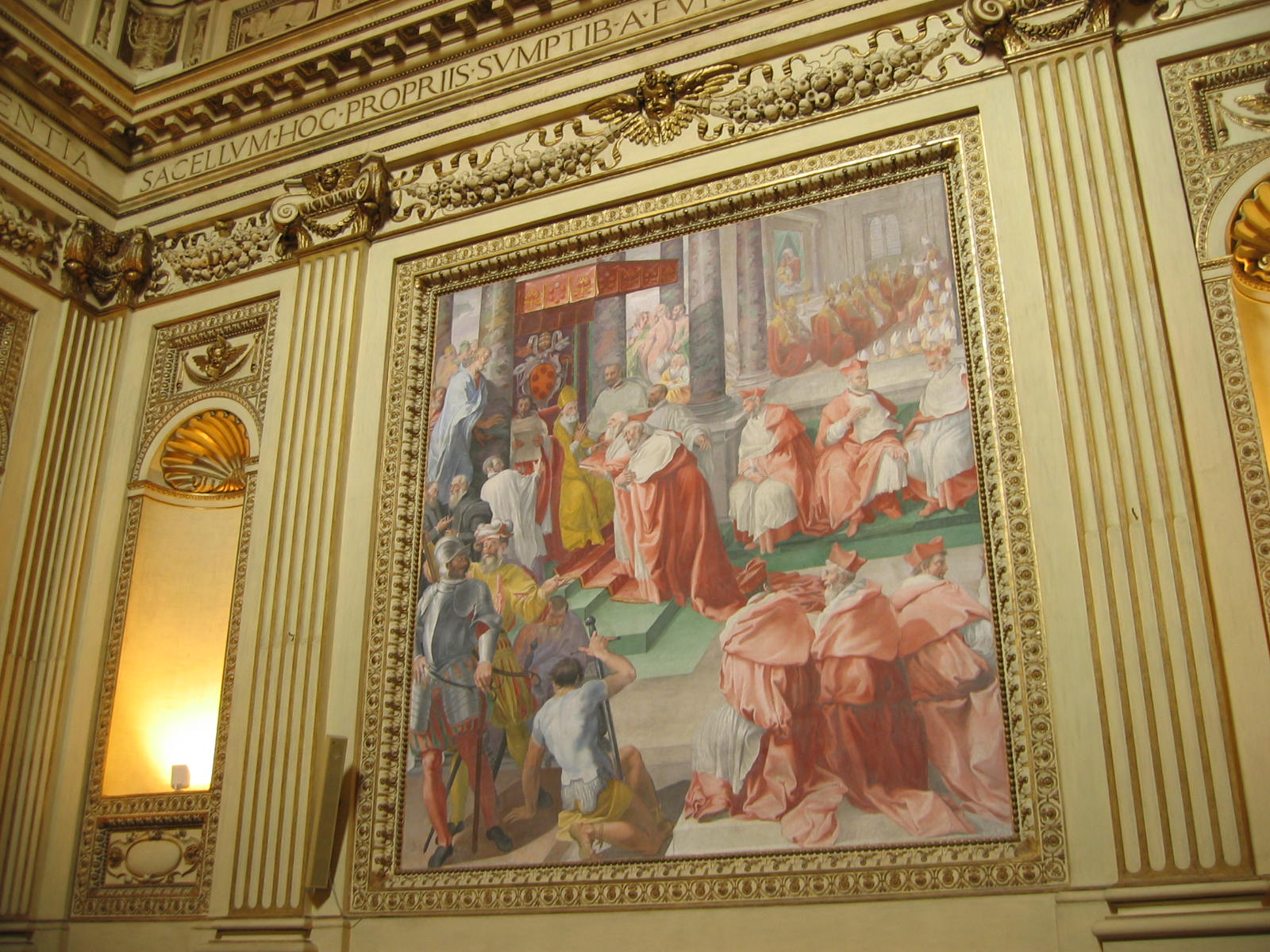
Капелла